# Siccomario
Il Siccomario (Sicumar in dialetto pavese) è un territorio di 13 070 abitanti appartenente alla Provincia di Pavia, immediatamente a sud del capoluogo.
È delimitato a sud dal fiume Po, a est dal Ticino, a nord dal canale Gravellone che lo divide da Pavia, a ovest dal confine storico con la Lomellina. Dal punto di vista geografico, la Lomellina occupa il piano diluviale, che domina da un terrazzo di circa 15 metri il piano alluvionale alla confluenza di Po e Ticino, in cui si situa il Siccomario.
Conosciuto fin dall'antichità come zona particolarmente fertile, è dedito ancora oggi principalmente all'agricoltura. Comprende i comuni di Travacò Siccomario, San Martino Siccomario e una parte del comune di Cava Manara (limitatamente alle frazioni Gerre Chiozzo, Tre Re e Mezzana Corti).
Confina a sud con il territorio al di là del Po, che come tale prende il nome di Oltrepò Pavese.
Il nome Siccomario comparve per la prima volta in un documento del 1099 riguardante una vendita di beni da parte della abbazia di San Maiolo in Pavia, sotto la forma Sigemarius, forse da un nome di persona di origine germanica, proprietario terriero della zona. Almeno dall'851 è documentato a Pavia, allora capitale del regno d'Italia, un monasterium Sigemarii probabilmente fondato da un ecclesiastico di origine alemanna, Sigemarius, giunto in città a seguito della conquista franca. L'ente ecclesiastico scomparve nel corso del X secolo, ma la parte del patrimonio che aveva posseduto fra Ticino e Po fu da allora denominata Sigemarium. A San Martino viene aggiunto il toponimo "Siccomario" solo nei primi dell'Ottocento. Nel 1356, durante uno sfortunato tentativo di conquistare Pavia, le forze di Galeazzo II Visconti si accamparono nel Siccomario.
Numerose sono le citazioni e le descrizioni del Siccomario nei secoli, come Opicino de Canistris (1330) o Bernardo Sacco (1565).